# Toxeus pseudohainan
Espèce
Toxeus pseudohainan est une espèce d'araignées aranéomorphes de la famille des Salticidae.

## Distribution
Cette espèce est endémique de la province de Lâm Đồng au Viêt Nam,. Elle se rencontre dans le parc national de Bidoup Núi Bà.

## Description
La carapace du mâle holotype mesure 2,25 mm de long sur 1,30 mm et l'abdomen 2,35 mm de long sur 1,05 mm.

## Systématique et taxinomie
Cette espèce a été décrite par Logunov en 2024.

## Publication originale
- (en) Logunov, « Jumping spiders (Araneae: Salticidae) of the Bidoup–Nui Ba National Park, Lam Dong Province, Vietnam », Arachnology, vol. 19, no 8,‎ 2024, p. 1074-1099